# Biserica de lemn din Zătreni

Biserica de lemn din Zătreni, foto: 2009

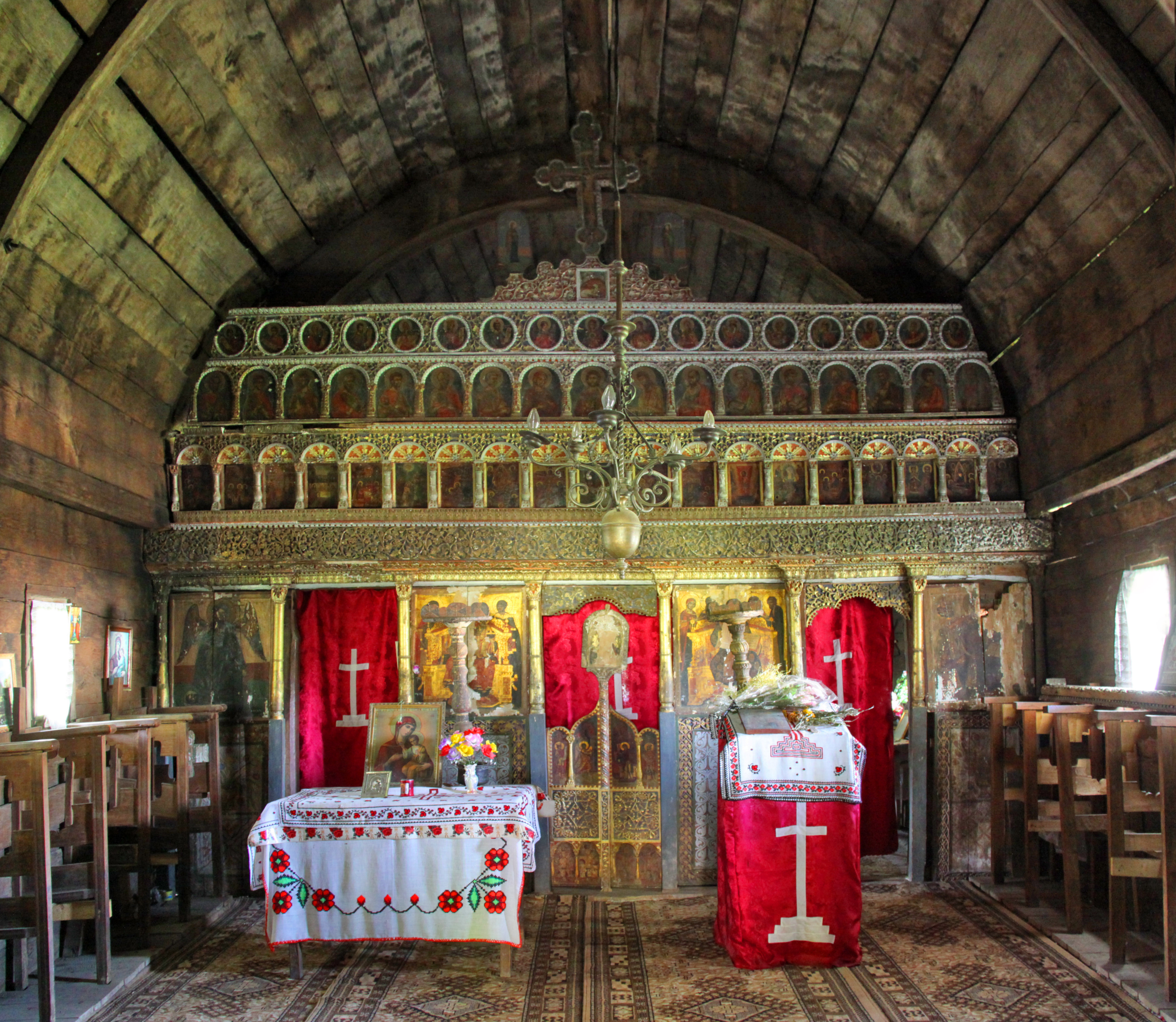
Iconostasul bisericii din Zătreni. Foto: 2009

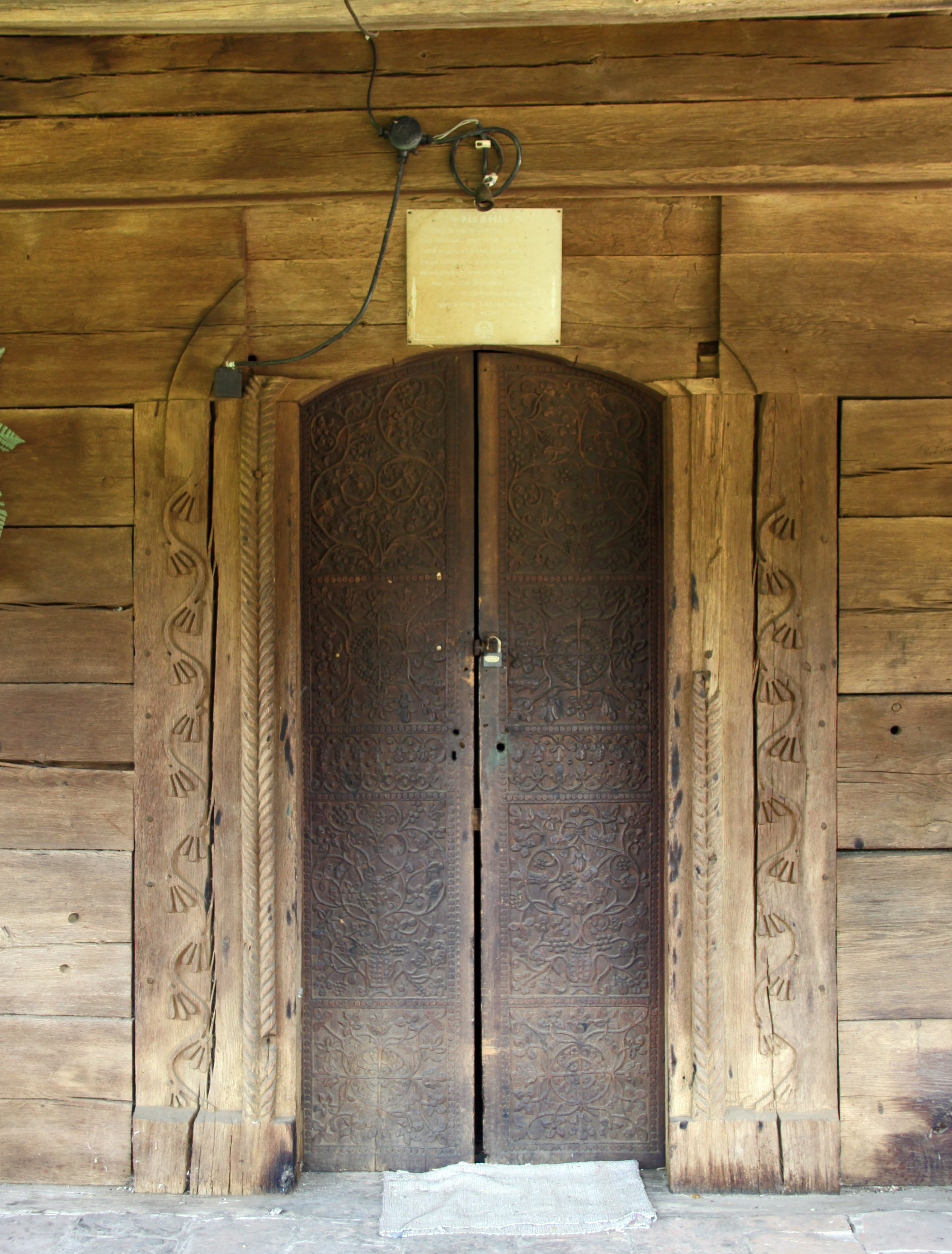
Portalul de la intrare în biserică. Foto: 2009

Biserica de lemn din Zătreni are hramul "Sf. Ioan Botezătorul" și se află în satul cu același nume din județul Vălcea. Biserica se distinge drept una dintre cele mai semnificative dintre cele păstrate la sud de Carpați. Se remarcă îndeosebi prin sculptura bogată și filigrană a iconostasului și a ușilor de intrare, prin calitatea lucrării dulgherești și prin dimensiunile mari. Aceste trăsături definitorii subliniază ambiția ctitorilor de a ridica un lăcaș de cult peste nivelul obișnuit la bisericile de lemn de țară. Biserica se află pe noua listă a monumentelor istorice sub codul LMI:  VL-II-m-B-09976.

## Istoric
Biserica datează din anul 1756. Momentul ridicării bisericii a fost însemnat într-o pisanie deasupra ușii de intrare, astăzi dispărută. Textul pisaniei a fost transcris pentru posteritate de cercetătorul Corneliu Mateescu și menționează următoarele: „Zidită de robii lui Dumnezeu Ioan Zătreanul, jupan vornic Zătreanu, Ioniță și cocoana Catrina, Vlăduț medelniceru Gănescu, ca să ție dumnealor la tot neamul creștinesc de pomenire, în veci. Anul 7264, ghen[arie] 5”.
Biserica a fost renovată și resfințită cu hramul „Sf. Nicolae” în anul 1796 de clucerul Ioan Gănescu și Catinca Găneasa.

## Imagini din interior

iconostasul
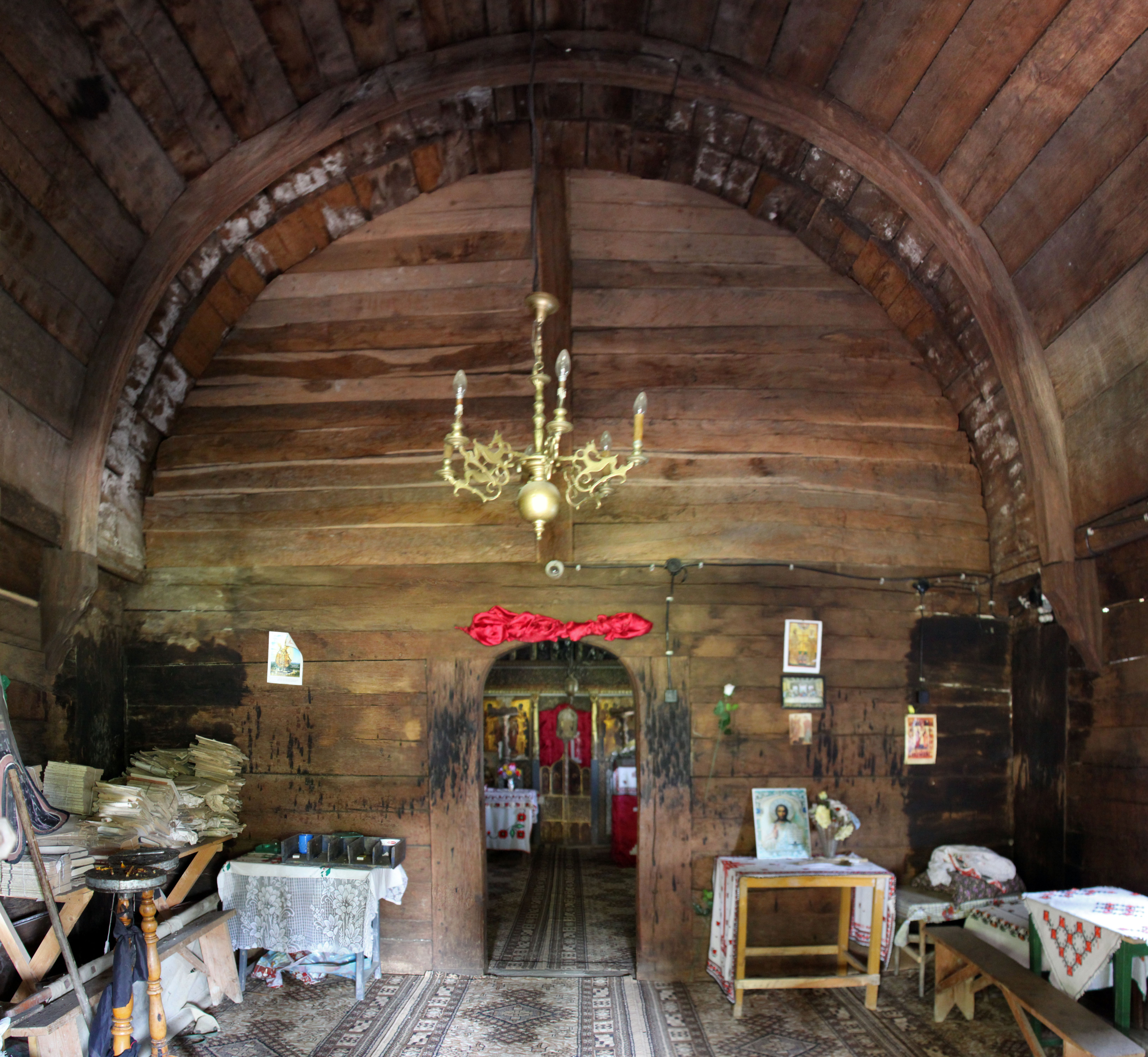
pronaosul

## Imagini din exterior

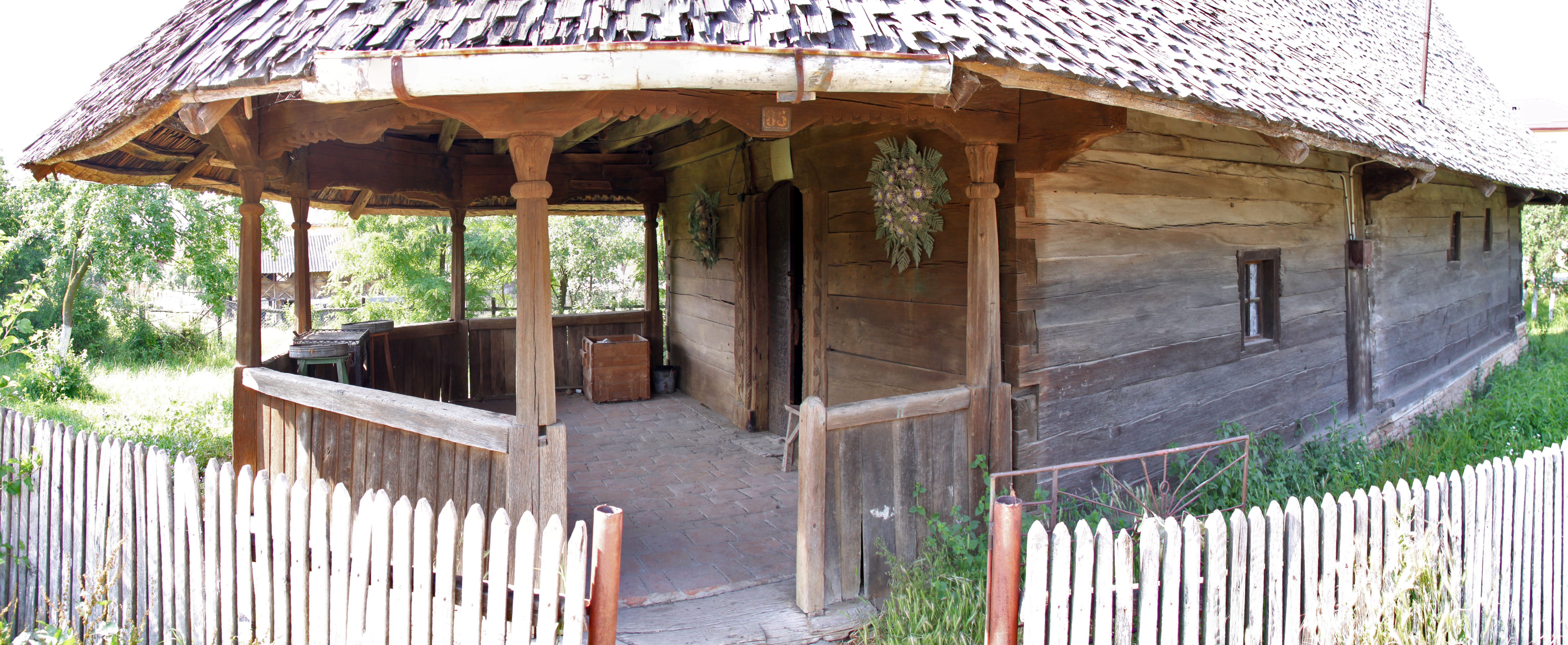
pridvorul şi butea
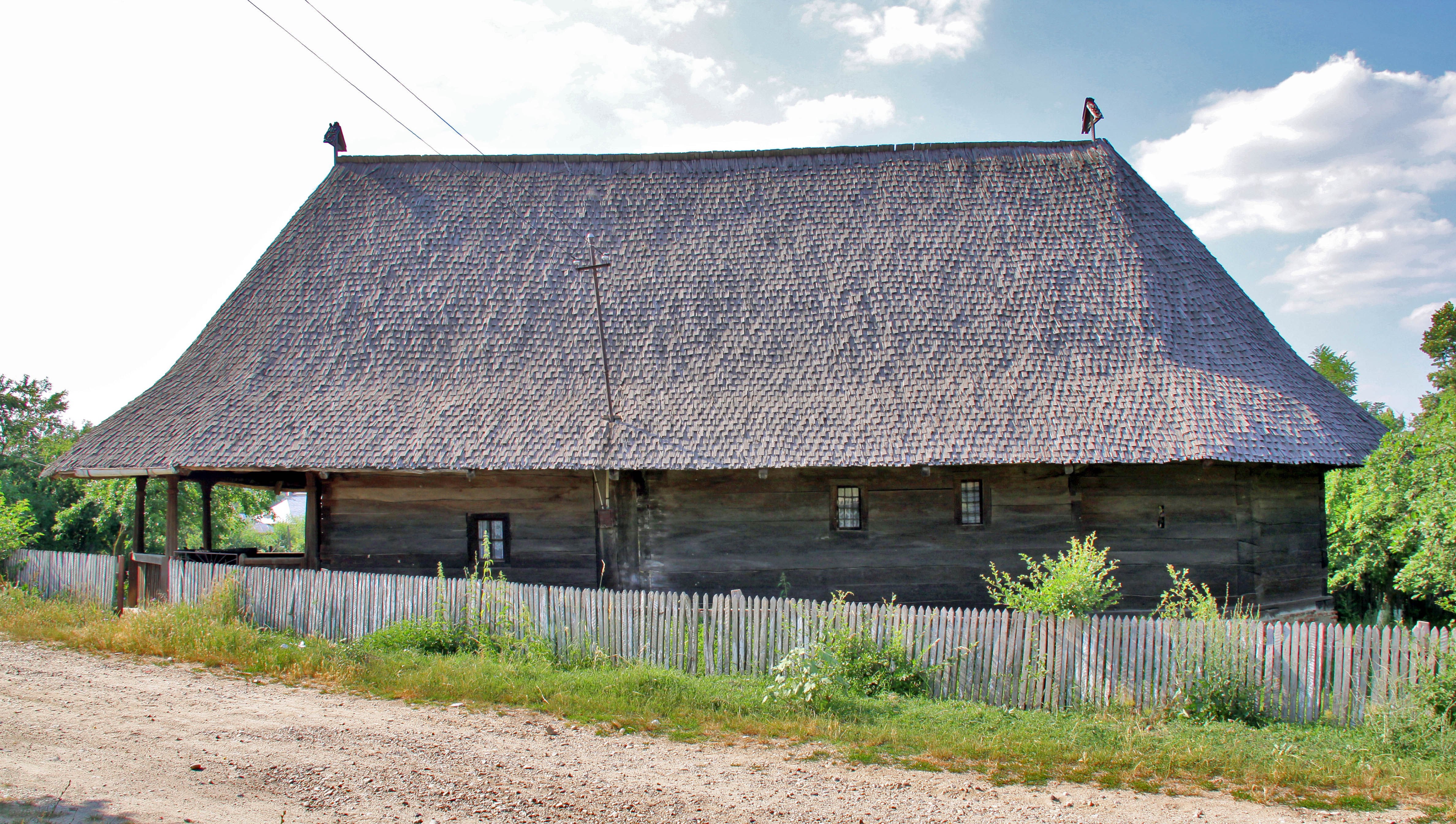
latura de sud
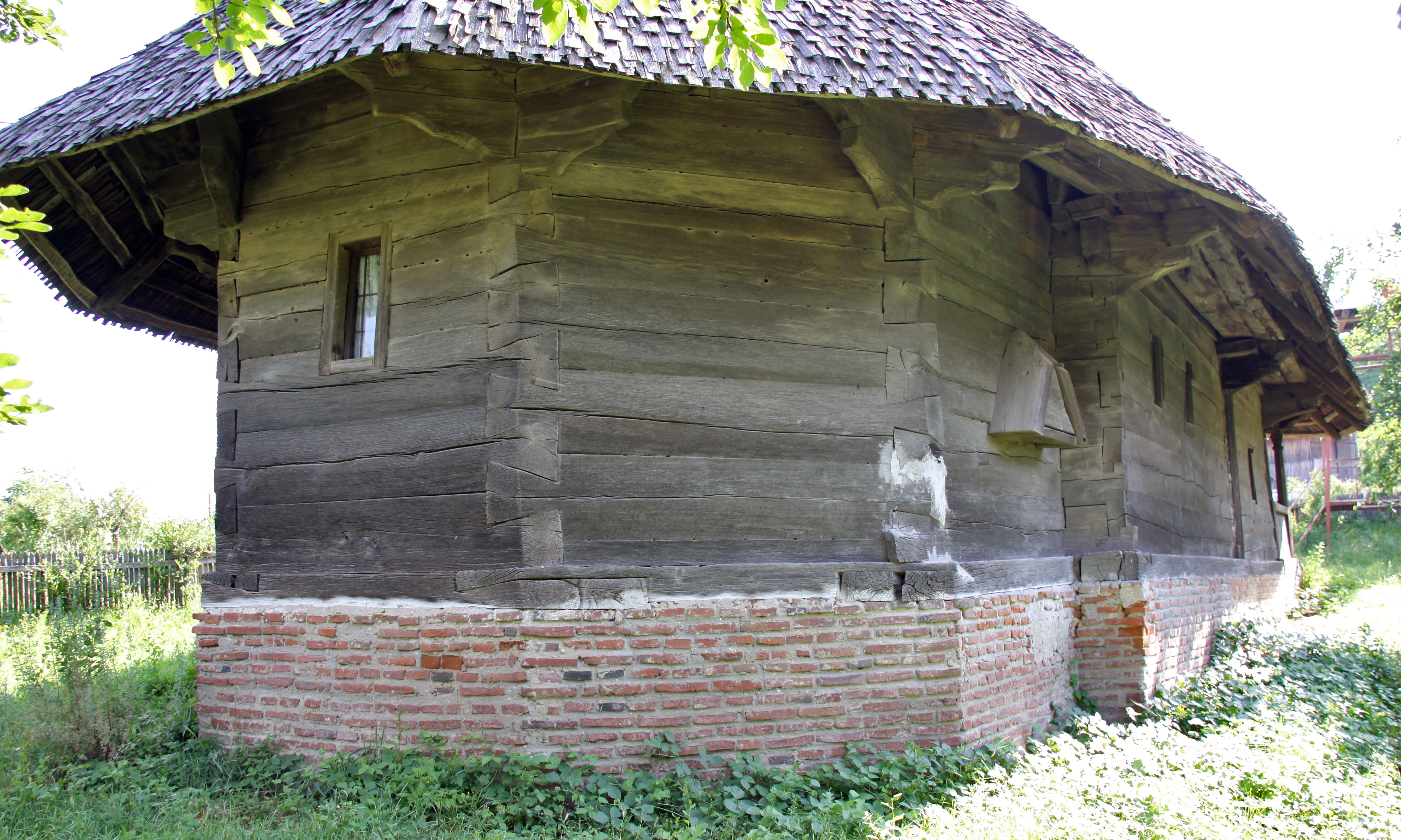
butea dinspre nord-est
Latura de nord a bisericii
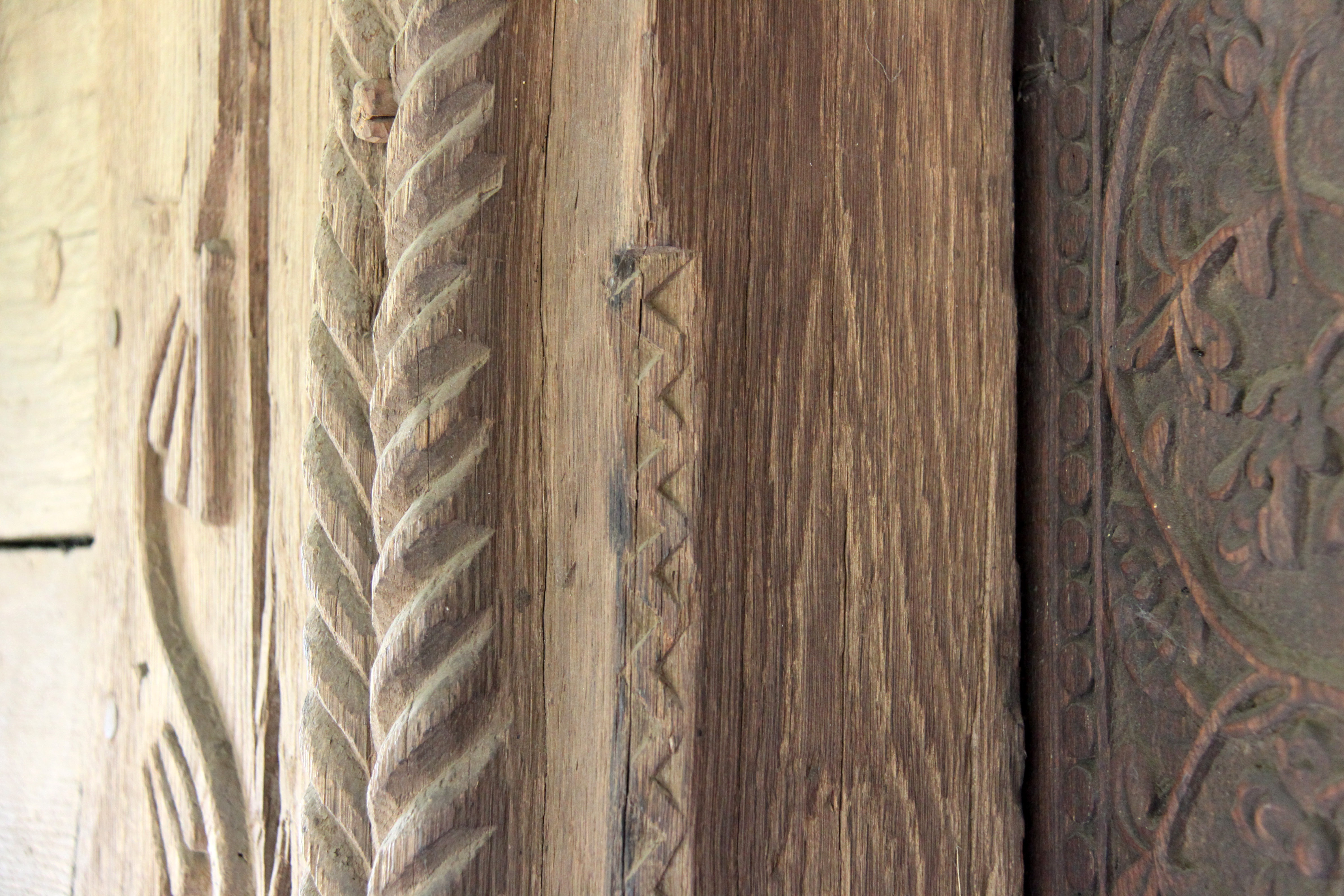
detaliu portal
canatul drept al uşii de intrare
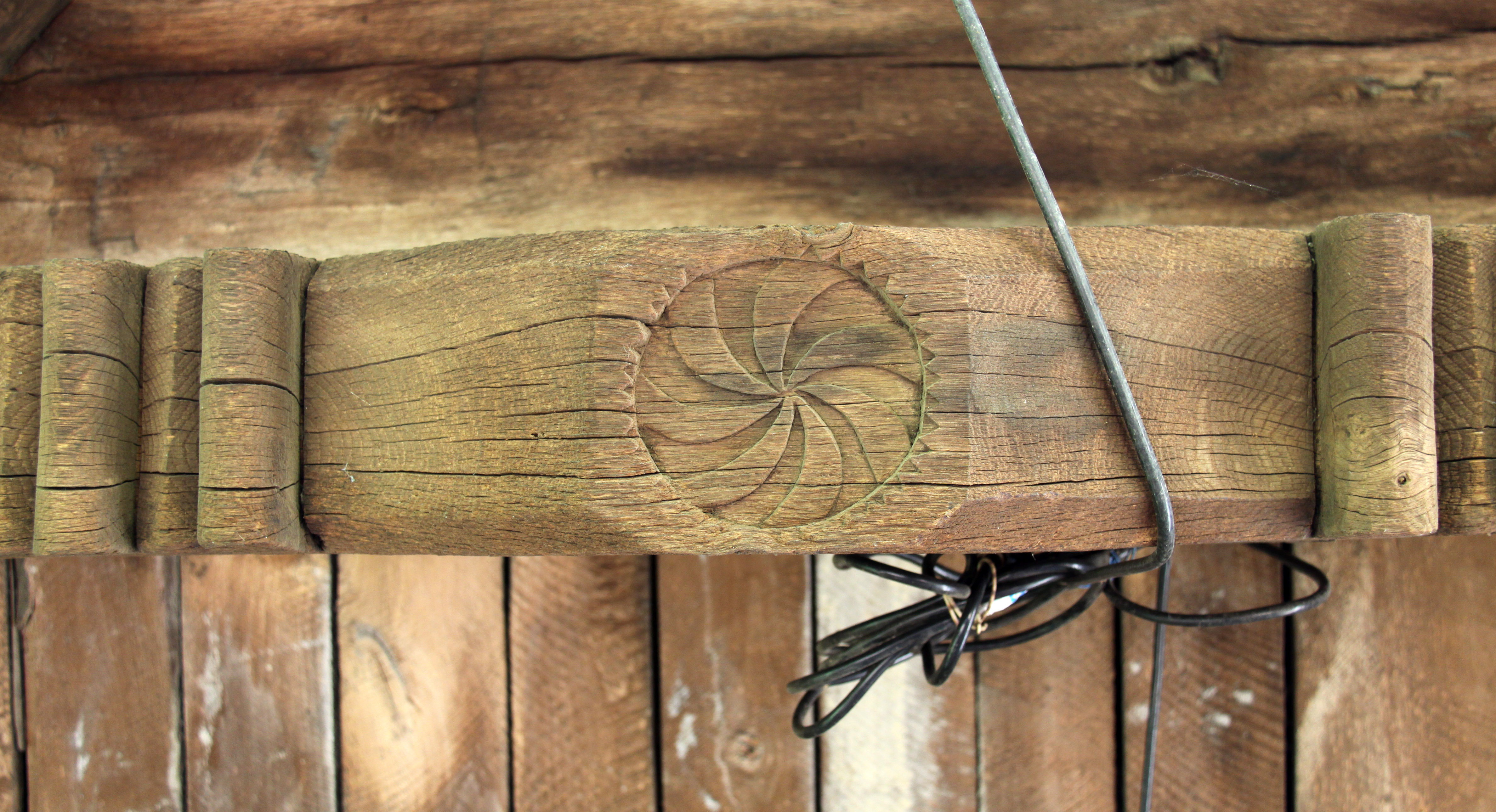
vârtej în decorul pridvorului
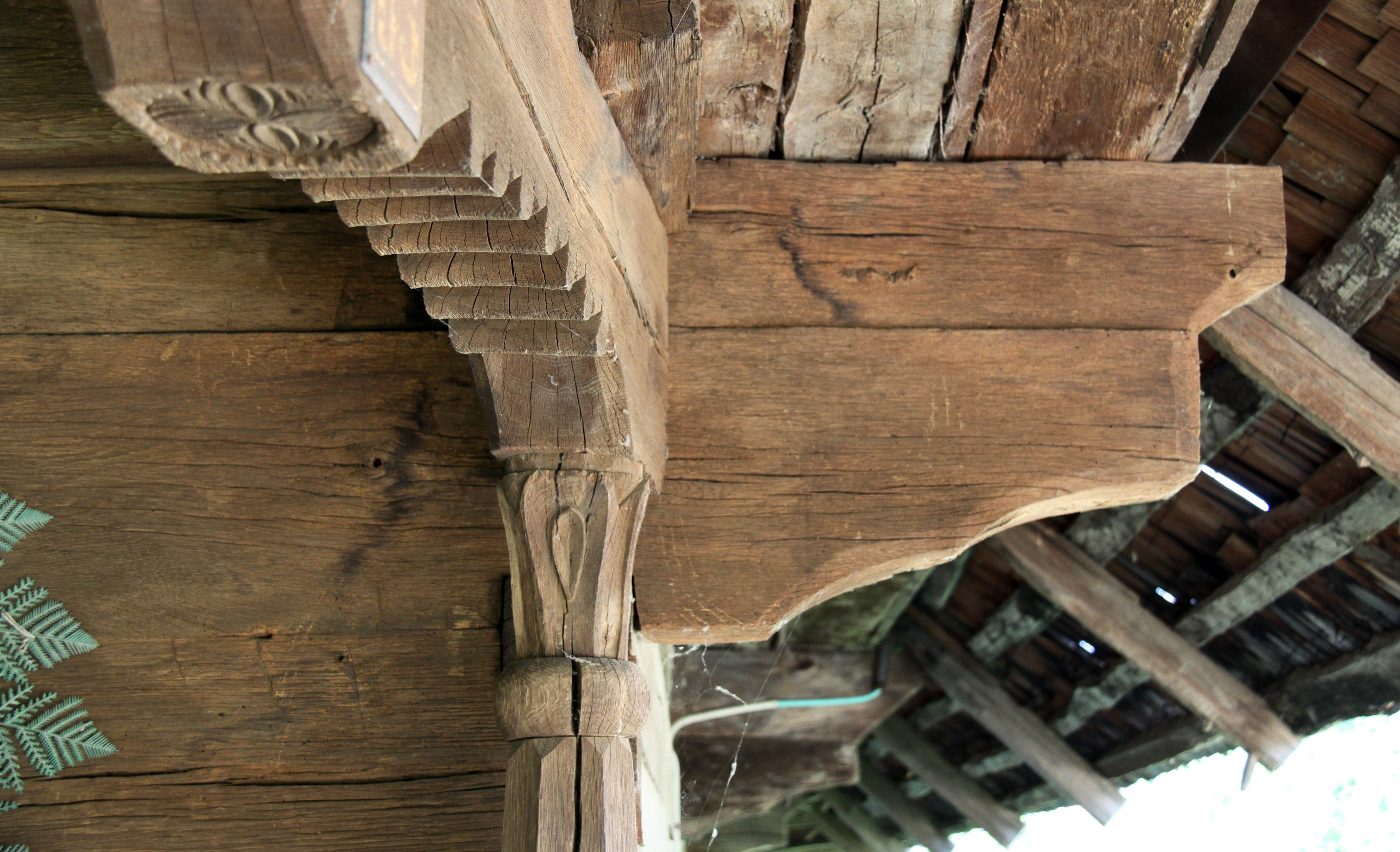
detalii în decorul pridvorului